# William Wolfskill

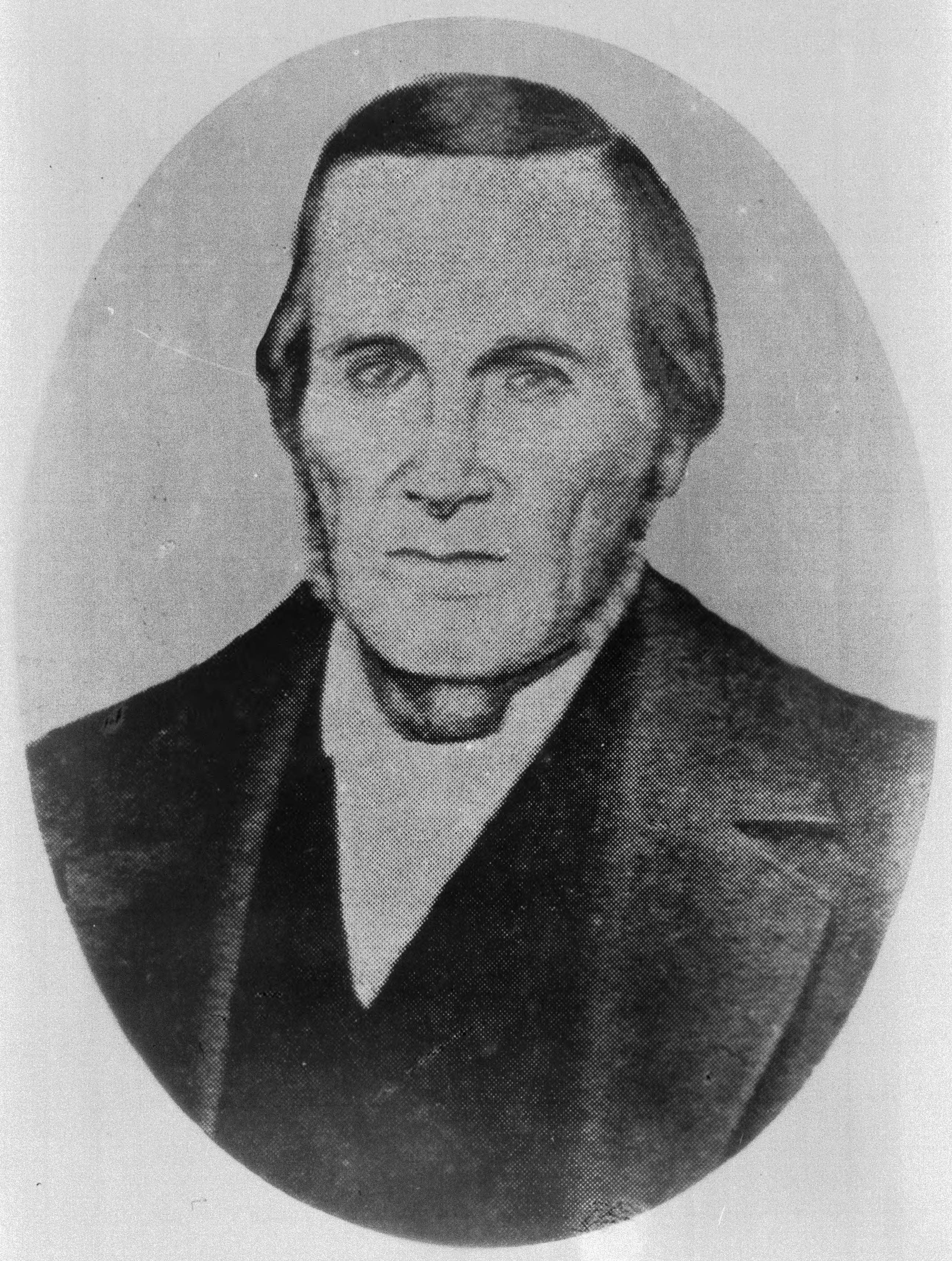
Portrait c. 1831

William Wolfskill (1798–1866) fue un pionero estadounidense, cowboy, agricultor en Los Ángeles, California a partir de la década de 1830. Había ganado dinero por la tierra en una década como cazador de pieles cerca de Santa Fe (Nuevo México), donde se había convertido en ciudadano mexicano. Esto le permitió poseer tierras en California.
Wolfskill fue muy influyente en el desarrollo de la industria agrícola de California en el siglo XIX, estableciendo una viticultura ampliada y convirtiéndose en el mayor productor de vino de la región. Uno de los hombres más ricos de su época, amplió sus propiedades, criando ovejas y cultivando naranjas, limones y otros cultivos. Se le atribuye el establecimiento de la industria de los cítricos del estado y el desarrollo de la naranja de Valencia. Se convirtió en el jugo de naranja más popular en Estados Unidos y fue el origen del nombre de Valencia (California).
Con su hermano John Reid Wolfskill, en 1842 William compró una gran parcela en el Valle de Sacramento; lo llamaron Rancho Río de los Putos, más tarde conocido como el Rancho Wolfskill. Más tarde, los hermanos dividieron esta tierra, cerca de lo que ahora es Winters, donde John Wolfskill estableció huertos y viñedos. Otros tres hermanos Wolfskill emigraron a California, trabajando primero con John en el norte.

## Historia
Wolfskill se mudó a Nuevo México en 1821, mientras que la región era una provincia de México llamada Santa Fe de Nuevo México. Pasó diez años como cazador de pieles en el área de Nuevo México, ya que el comercio de pieles era muy lucrativo. En 1828 se convirtió en ciudadano mexicano naturalizado.
Wolfskill salió de Taos (Nuevo México), en septiembre de 1830 con un grupo de montañeses que incluía a George C. Yount. Cuando llegaron al sur de California a principios de 1831 (utilizando el camino que Smith había trazado a través del desierto de Mojave), Wolfskill y Yount fueron a la costa a cazar nutria marina. Wolfskill finalmente regresó al sur de California mientras Yount decidió ir al norte, y los dos se separaron. Yount se instaló en el Valle de Napa.
Como ciudadano naturalizado de México, a Wolfskill se le permitió poseer tierras y adquirió una parcela donde ahora se encuentra el centro de Los Ángeles. Comenzó a cultivar vides para vino. Finalmente plantó 32.000 vides en un viñedo de 48 acres. Inicialmente, plantó vides de misión, que habían sido introducidas por los misioneros españoles. Amplió sus plantaciones para incluir otras variedades más tarde.
Con su hermano John Reid Wolfskill, quien vino a California más tarde, compró una gran parcela en el Valle de Sacramento, que John llamó "Rancho del Río de los Putos" en honor a un arroyo cercano. Más tarde fue conocido como "Wolfskill Ranch". Más tarde, los hermanos dividieron esta tierra, cerca de lo que ahora es Winters en el Valle de Sacramento, donde John Wolfskill estableció huertos y viñedos. Tres hermanos Wolfskill más jóvenes, Milton, Mathus y Satchal, también emigraron a esa región, se establecieron y trabajaron con John.
A su muerte en 1866, William Wolfskill producía 50.000 galones de vino al año. Fue, con mucho, el mayor productor de uvas de mesa en California durante la era mexicana. Los historiadores lo han clasificado como uno de los tres hombres más importantes en la historia de la viticultura de California. El vecino, amigo y rival comercial de Wolfskill en el pequeño pueblo de Los Ángeles, era el inmigrante francés Jean-Louis Vignes.
Para su época, Wolfskill era uno de los hombres más ricos del sur de California. Poseía grandes extensiones de tierra en toda la región, que usaba para todo, desde el pastoreo de ovejas hasta los campos de naranjos. Al hijo de Wolfskill se le atribuye el inicio de la industria comercial de las naranjas vendiendo un vagón de naranjas envuelto en nieve enviado a Boston en la década de 1870. Él mismo vendió un cargamento de limones a los 49ers durante la fiebre del oro por hasta $ 1 cada uno, para ayudar con el problema del escorbuto generalizado. Desarrolló la naranja de Valencia, que se convirtió en el jugo de naranja más popular en los Estados Unidos y fue ampliamente cultivado en el sur de California. Fue el origen del nombre de Valencia (California).